# Albert Dupouy
Pour les articles homonymes, voir Dupouy.
Pas d'image ? Cliquez ici

a Compétitions nationales et continentales officielles uniquement.

b Matchs officiels uniquement.
Albert Dupouy, né le 21 février 1901 à Carignan (aujourd'hui Carignan-de-Bordeaux) en Gironde et mort le 1er décembre 1973 à Mérignac en Gironde, est un joueur  français de rugby à XV évoluant au poste de centre.

## Biographie
Albert Dupouy évolue au poste de centre dans les clubs suivants : le SA Bordelais, le Stade cadurcien, l'Union sportive montalbanaise et le Stade bordelais. Dupouy est appelé en équipe de France de rugby à XV en 1924 pour un match du Tournoi des Cinq Nations perdu 6 à 10 contre le pays de Galles. Il fait partie de l'équipe de France remportant la médaille d'argent aux Jeux olympiques d'été de 1924 à Paris, inscrivant 2 essais contre la Roumanie (défaite sur le score de 61 à 3).

## Palmarès
- Vice-champion olympique de rugby à XV en 1924